# Parafia Najświętszej Maryi Panny Królowej Nieba w Coorparoo Heights
Parafia Najświętszej Maryi Panny Królowej Nieba w Coorparoo Heights – parafia rzymskokatolicka, należąca do archidiecezji Brisbane.